# Kabinová lanová dráha na Monte
Kabinová lanová dráha do městské části Monte ve Funchalu na Madeiře začíná na v parku na nábřeží v místě zvaném Almirante Reis. Stavba lanovky byla zahájena v září 1999 a ukončena v listopadu 2000. Dodavatelem stavby byla firma Doppelmayr (kabiny vyrobila firma CWA). Lanovka je vedena nad střechami domů starého města, překračuje hluboké údolí potoka a končí na Monte nedaleko poutního místa a kostela.

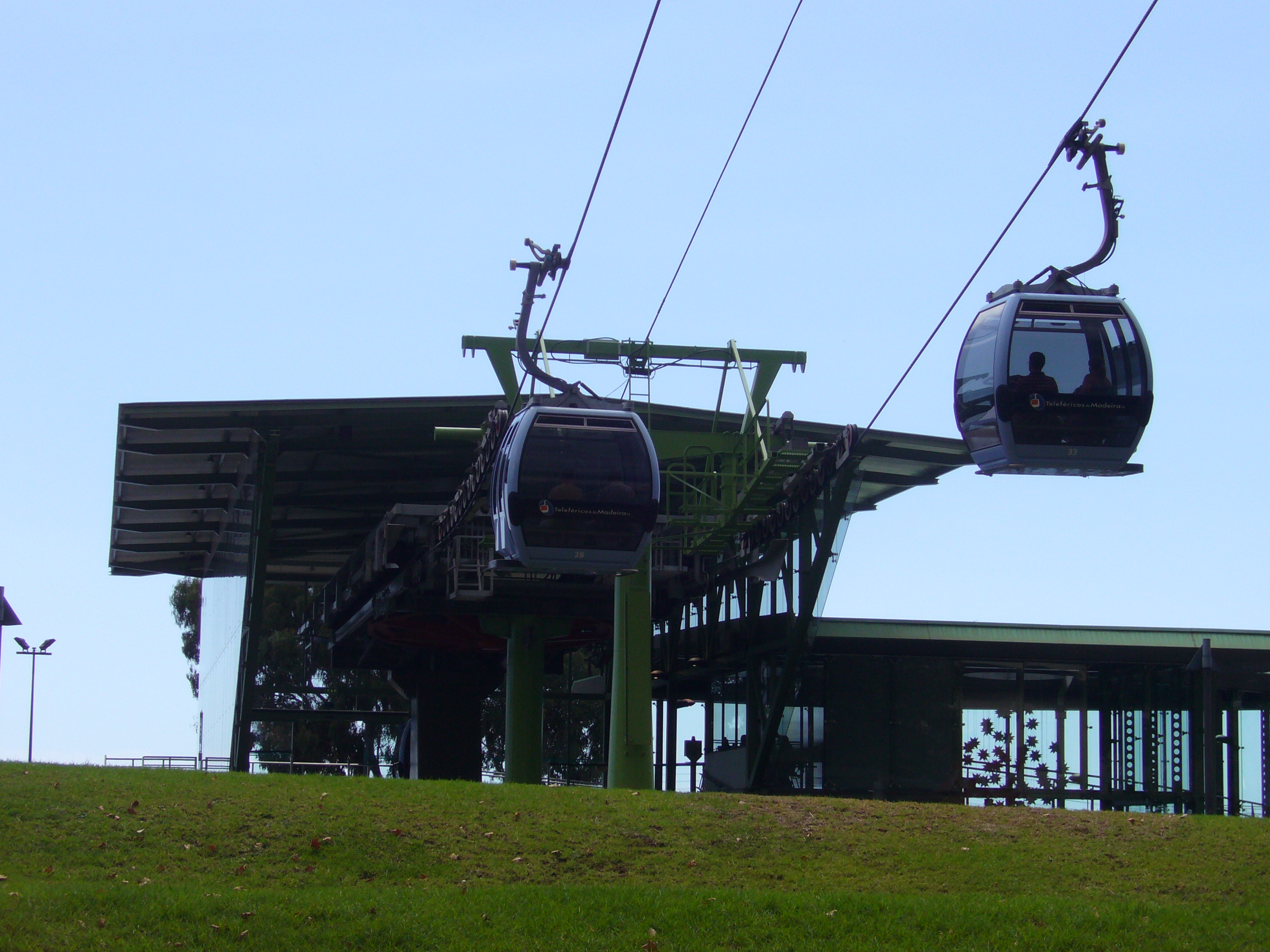
Dolní stanice lanovky v parku Almirante Reis.

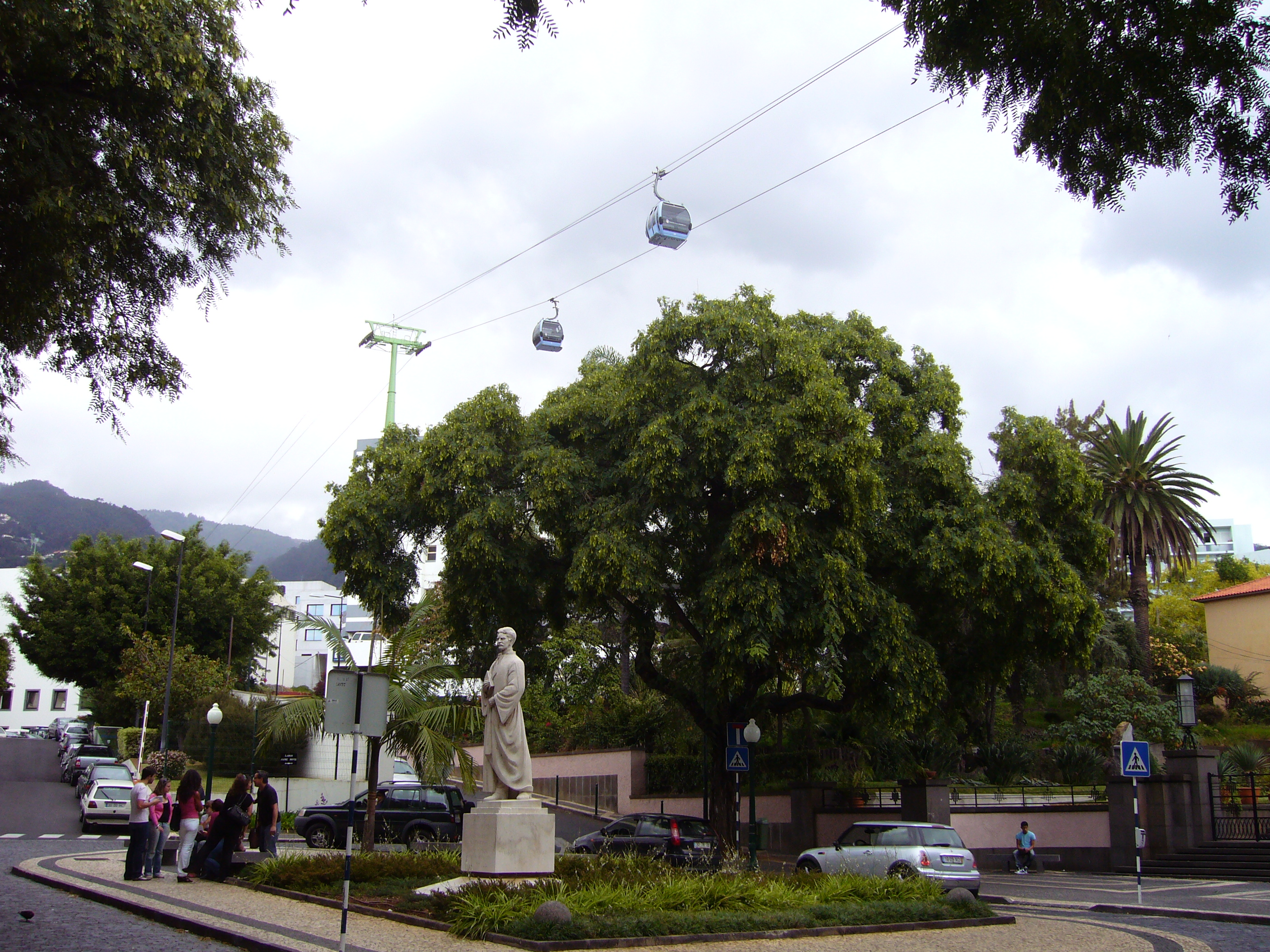
Lanovka nad domy Funchalu. V obrázku je dolní část lanovky s malým stoupáním.

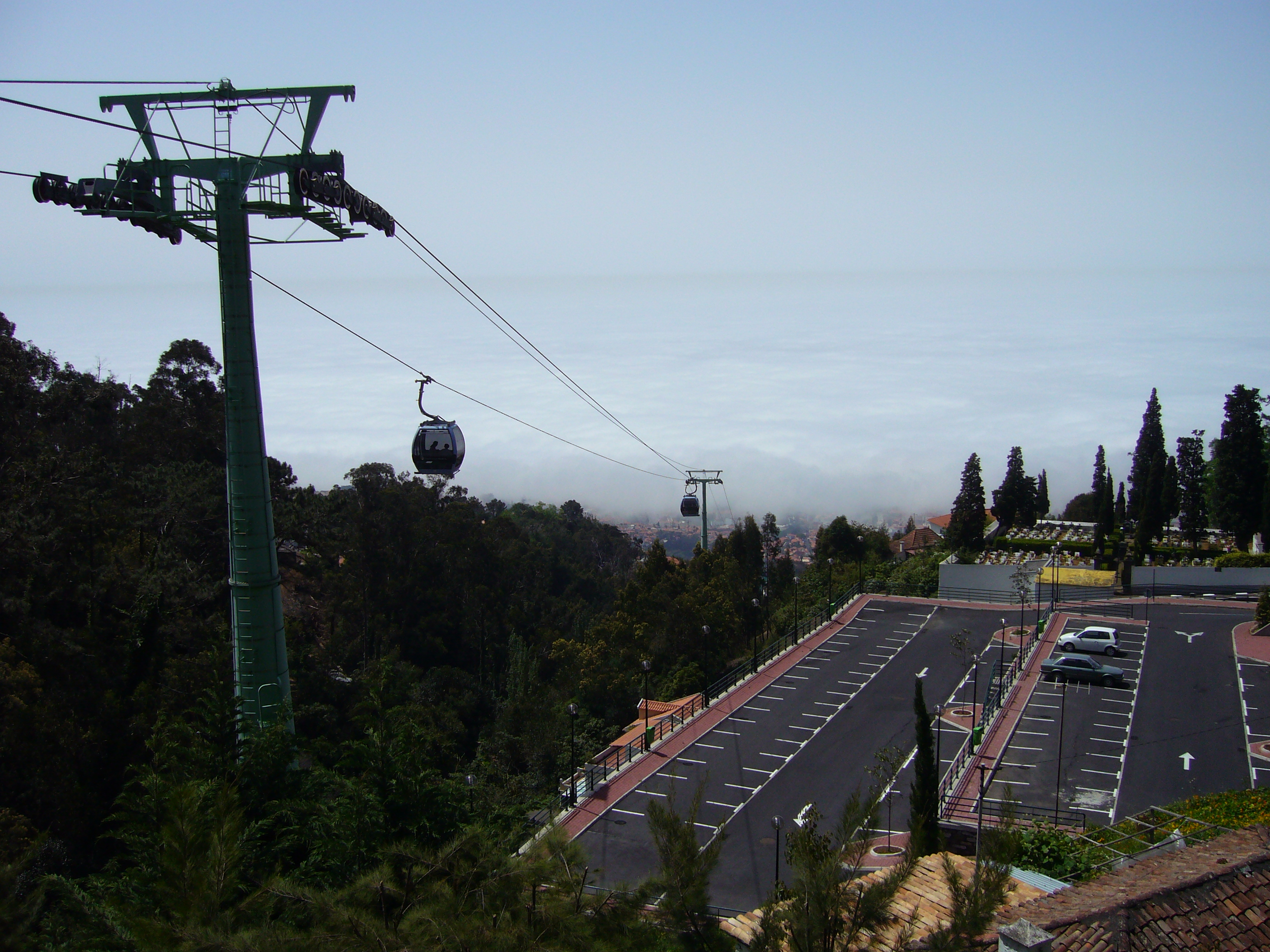
Pohled z horní stanice na Funchal, který je pod mračnem. Sloup vlevo je poslední před konečnou stanicí.

## Technické parametry lanovky
- Název provozovatele: Telefêricos da Madeira

- Typ: 8-MGD

- Převýšení: 560 m

- Šikmá délka: 3178 m

- Počet nosných sloupů: 11

- Model kabin: OMEGA III-8 LWI

- Kapacita jedné kabiny: 8 osob

- Max. přepravní kapacita: 800 osob za hodinu

- Čas jízdy: 15 minut

- Rychlost na trati: 5 m/s

- Přeprava nahoru i dolů: 100 %

- Způsob napínání lana: hydraulický, regulovaný